# Championnats d'Océanie de VTT 2016
Navigation
Édition précédente Édition suivante
Les Championnats d'Océanie de VTT 2016 ont lieu les 26 et 27 mars 2016, à Queenstown en Nouvelle-Zélande.

## Résultats

### Cross-country
| Épreuves       | Or                         | Argent                 | Bronze               |
| -------------- | -------------------------- | ---------------------- | -------------------- |
| Hommes élites  | Anton Cooper (NZL)         | Daniel McConnell (AUS) | Scott Bowden (AUS)   |
| Hommes espoirs | Ben Oliver (NZL)           | Jack Compton (NZL)     | Reece Tucknott (AUS) |
| Hommes juniors | Kian Lerch-Mackinnon (AUS) | Eden Cruise (NZL)      | Michael Harris (AUS) |
| Femmes élites  | Rebecca Henderson (AUS)    | Kate Fluker (NZL)      | Peta Mullens (AUS)   |
| Femmes espoirs | Amber Johnston (NZL)       | Shannon Hope (NZL)     | Holly Harris (AUS)   |
| Femmes juniors | Jessica Manchester (NZL)   | Liv Bishop (NZL)       |                      |

### Cross-country eliminator
| Épreuves | Or                | Argent             | Bronze                |
| -------- | ----------------- | ------------------ | --------------------- |
| Hommes   | Eden Cruise (NZL) | Jack Feltham (AUS) | Tristan Haycock (NZL) |

### Descente
| Épreuves | Or                   | Argent                  | Bronze                   |
| -------- | -------------------- | ----------------------- | ------------------------ |
| Hommes   | Bryn Dickerson (NZL) | George Brannigan (NZL)  | Sean McCarroll (AUS)     |
| Femmes   | Alanna Columb (NZL)  | Ronja Hill-Wright (AUS) | Victoria Armstrong (NZL) |

## Tableau des médailles
| Rang  | Nation           | Or | Argent | Bronze | Total |
| ----- | ---------------- | -- | ------ | ------ | ----- |
| 1     | Nouvelle-Zélande | 7  | 6      | 2      | 15    |
| 2     | Australie        | 2  | 3      | 6      | 11    |
| Total | Total            | 9  | 9      | 8      | 26    |